# Helmuth Pommer
Helmuth Pommer,někdy psán Hellmuth Robert Josef Pommer, (3. května 1883 Vídeň – 12. února 1967 Bregenz) byl protestantský teolog a sběratel lidových písní.

## Život
Vystudoval teologii ve svém rodném městě a na Univerzitě Martina Luthera v Halle. Zastával pozici vikáře v jižním Štýrsku a na severu Čech, ve Smržovce v Jizerských horách, kde byl od roku 1908. Za jeho působení se během roku 1909 zdařilo v Tesařově, který pod smržovský sbor patřil, vybudovat kapli, jejímž autorem je Otto Bartning. Pommer se s ním seznámil v Berlíně během svých cest.
Roku 1907 byl Pommer vysvěcen a poté působil ve sboru v Kremži, od roku 1912 jako farář. Během svého působení nechal v Kremži postavit kostel a to opět podle plánů architekta Bartninga. Mezi lety 1914 a 1917 se pak Pommer jako vojenský kaplan účastnil první světové války a za svou činnost získal několik ocenění.
Roku 1917 byl zvolen za kazatele sboru v Bregenzu a své funkce se ujal 8. října 1917. Ve funkci zůstal až do svého odchodu do penze v roce 1961. Faráře vykonával také v Dornbirnu a zde v letech 1930 a 1931 nechal vybudovat kostela Spasitele (Heilandskirche), jenž je upravenou kopií Tesařovské kaple.
Vedle teologie pokračoval Pommer od svého otce Josefa ve sběru lidových písní. Z jeho pozůstalosti vydal několik sbírek a některé z písní i secvičil se sbory, například s Bregenz Singkreis. Za své badatelské úsilí v oboru lidové písně sklidil uznání včetně titulu profesora.